# Otto Axer

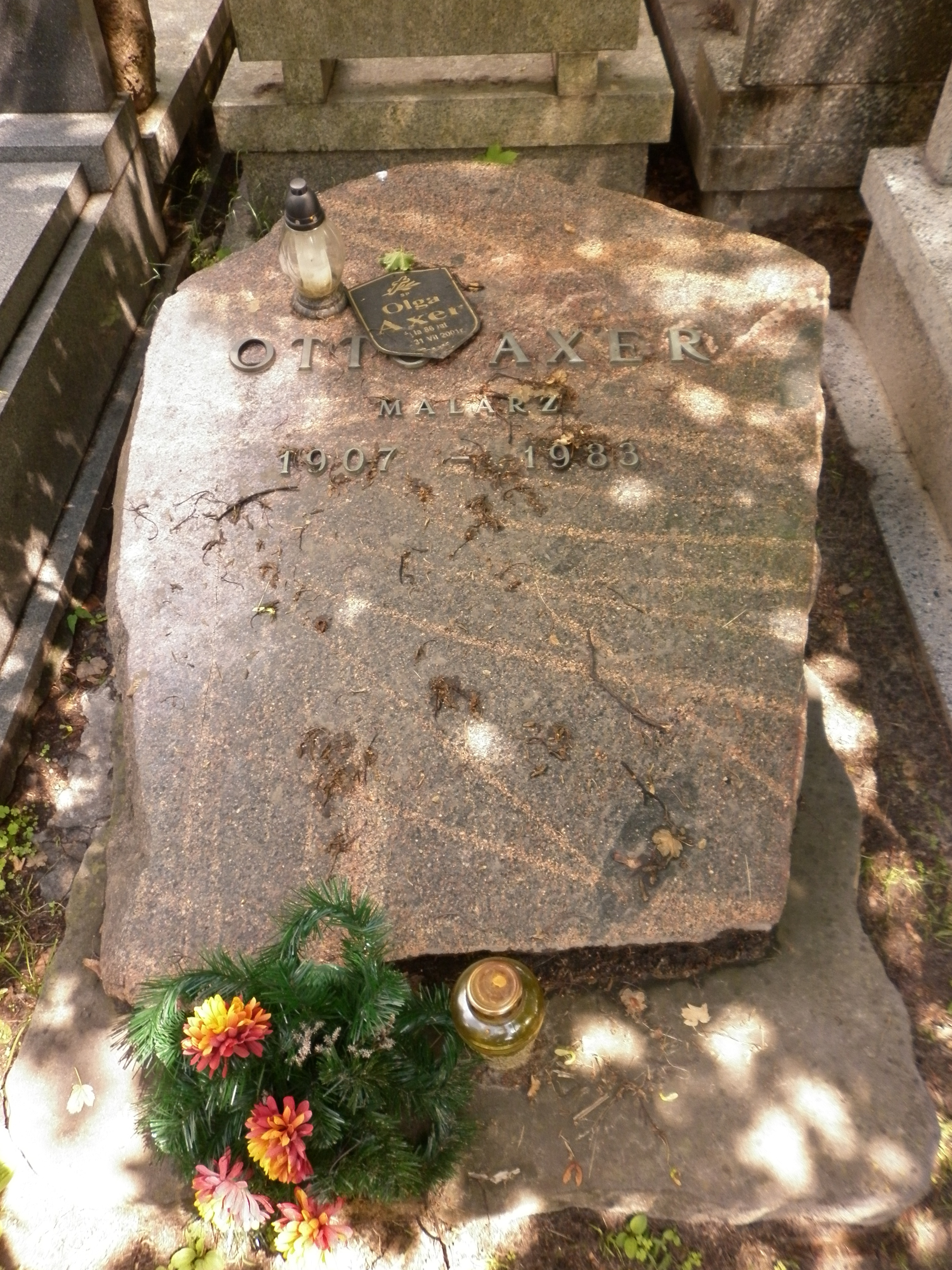
Grób Otto Axera na cmentarzu Wojskowym na Powązkach w Warszawie

Otto Axer, ps. O.Rex (ur. 3 sierpnia 1906 w Przemyślu, zm. 24 maja 1983 w Warszawie) – polski malarz, scenograf i pedagog.

## Życiorys
Syn Paula. Dzieciństwo spędził we Lwowie, gdzie jego ojciec prowadził szkołę muzyczną. W 1924 roku rozpoczął studia na Akademii Sztuk Pięknych w Krakowie pobierając nauki w pracowniach Władysława Jarockiego, Wojciecha Weissa i Fryderyka Pautscha. Po ich ukończeniu w 1929 roku uczęszczał w latach 1929–1930 do Szkoły Mistrzowskiej, następnie wyjechał na roczne stypendium do Paryża. Po powrocie od 1932 był scenografem tworzącym w teatrach Warszawy, Łodzi (m.in. w „Kameralnym”, w sezonie 1937/1938 scenografia do sztuki G. Zapolskiej Kobieta bez skazy, w reż. Wład. Krasnowieckiego), Krakowa i we Lwowie, często współpracował z Leonem Schillerem. 
W 1940 roku trafił do getta warszawskiego, z którego udało mu się uciec. Po upadku powstania warszawskiego, w którym wziął udział (ps. Oleksiak, Zygmunt), trafił do obozu jenieckiego, Stalagu XIa Altengrabow pod Magdeburgiem, w którym przebywał do końca wojny.
Po powrocie do kraju podjął pracę w Teatrze Wojska Polskiego w Łodzi. W 1949 zamieszkał w Warszawie i rozpoczął współpracę z Teatrem Polskim. Od 1947 do 1952 był wykładowcą w Państwowej Wyższej Szkole Teatralnej w Łodzi, od 1959 tworzył scenografie na potrzeby telewizji. W 1973 zakończył prace dla Teatru Polskiego i skupił się na malarstwie i grafice. W 1979 został uhonorowany tytułem Zasłużonego Członka Związku Artystów Scen Polskich.
Jego bratankiem był Erwin Axer, z którym wielokrotnie współpracował przy realizacji spektakli w Teatrze Współczesnym.
Mieszkał w Warszawie, przy ul. Odyńca 27/9. 
Został pochowany na cmentarzu Wojskowym na Powązkach (kwatera A 15-4-20).

## Ordery i odznaczenia
- Order Sztandaru Pracy I klasy (1964)
- Krzyż Komandorski Orderu Odrodzenia Polski (11 lipca 1955)[5]
- Złoty Krzyż Zasługi (dwukrotnie: 22 lipca 1952[6], 13 listopada 1953[7])
- Medal 10-lecia Polski Ludowej (19 stycznia 1955)[8]
- Odznaka "Zasłużony dla Teatru Polskiego" (1976)[9]

## Nagrody
- 1949 – nagroda na Festiwalu Sztuk Radzieckich za scenografię do przedstawienia Na dnie Maksyma Gorkiego w Teatrze Wojska Polskiego w Łodzi[10];
- 1951 – Nagroda Państwowa II st. (zespołowa) za scenografię do przedstawienia Mądremu biada Aleksandra Gribojedowa w Teatrze Polskim w Warszawie[11];
- 1963 – Nagroda Ministra Kultury i Sztuki I st. z okazji wystawy „Polskie dzieło plastyczne w 15-leciu PRL”[11];
- 1965 – nagroda na V Kaliskich Spotkaniach Teatralnych za scenografię do przedstawienia Aktor Cypriana Kamila Norwida w Teatrze im. Juliusza Osterwy w Lublinie[11];
- 1965 – Nagroda Ministra Kultury i Sztuki II stopnia za całokształt pracy artystycznej w dziedzinie scenografii[11].